# Crescent City Connection
EL Crescent City Connection abreviado  CCC, son dos puentes paralelos que cruzan el río Misisipi en la ciudad de Nueva Orleans, Luisiana. 
Es el puente más alejado aguas abajo en el río Misisipi. También es el puente más amplio y más transitado en el río Misisipi aguas abajo, los únicos puentes similares en el Misisipi se encuentran en el área de Minneapolis y Saint Paul (Minnesota) (puente I-35W del río Misisipi el puente de Dartmouth, y una vez completado y expandido el puente de Wakota). Están en el puesto cinco entre los puentes en ménsula más grandes del mundo.

## Historia

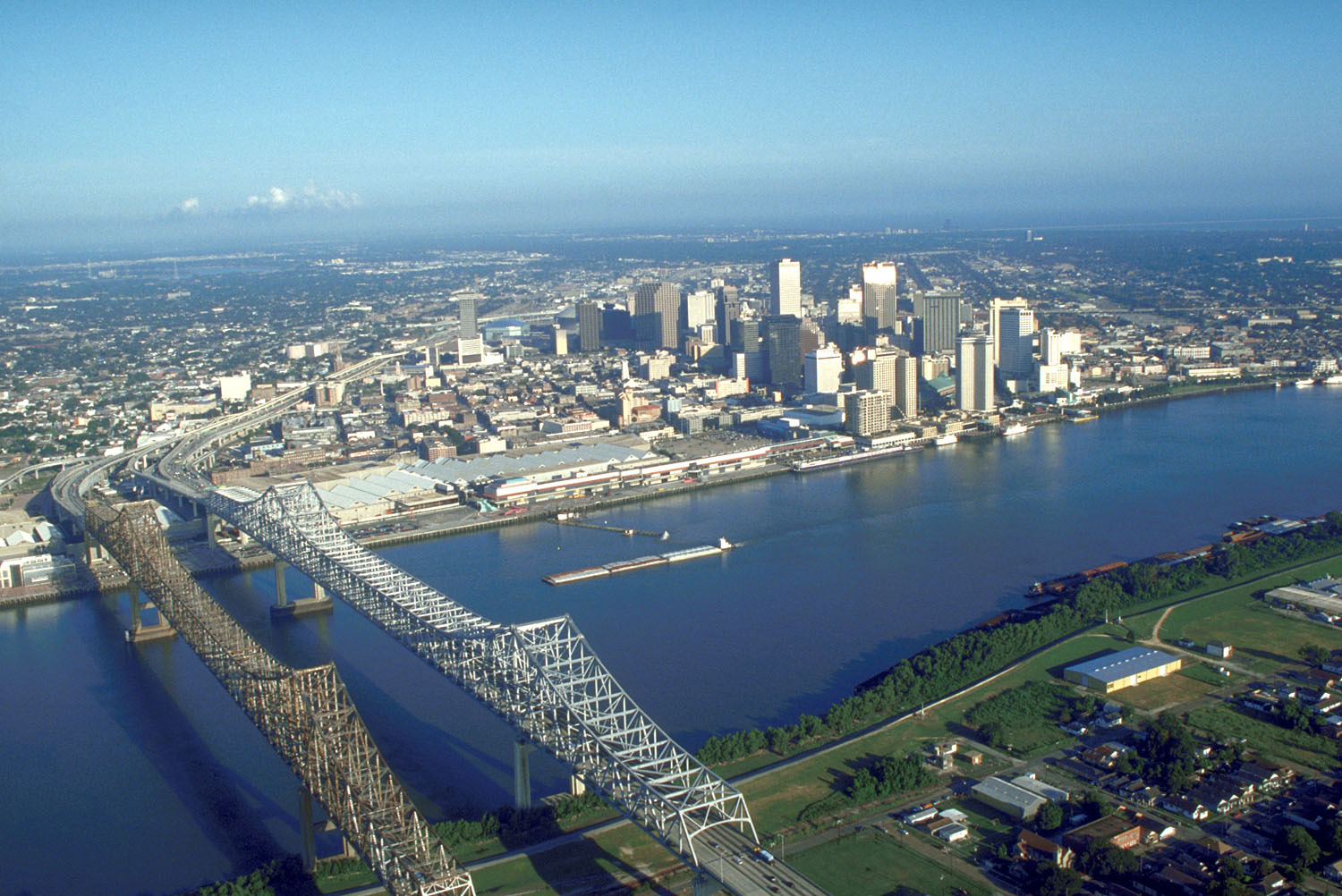
Vista aérea del Crescent City Connection y la ciudad de Nueva Orleans

Lo que más tarde se conoció como Crescent City Connection fue el segundo puente en atravesar el Misisipi al sur de Baton Rouge, tras el puente Huey P. Long, pocos kilómetros río arriba de la ciudad, y el primer puente sobre el río en la propia Nueva Orleans.
Se inició la construcción del primer tramo en noviembre de 1954, y abrió sus puertas en abril de 1958 como Greater New Orleans Bridge. En su inauguración, el puente era el puente en ménsula más largo del mundo, aunque en términos de longitud del tramo principal fue tercero después del puente de Forth y el puente de Quebec. Es usado con dos carriles de tráfico en cada dirección, y ha estimulado el crecimiento en el área suburbana conocida como Westbank (por su ubicación en la orilla occidental del río, aunque geográficamente está al sureste de Nueva Orleans). La construcción del segundo tramo se inició en marzo de 1981. Pese a las promesas que estaría listo en 1984 para la Exposición Mundial de Luisiana , no se abrió al tráfico hasta septiembre de 1988. El segundo tramo fue designado originalmente como Greater New Orleans Bridge N º 2. Ambos puentes fueron diseñados por Modjeski, Masters, Inc. . Tan pronto como el nuevo tramo se abrió, el primer tramo se cerró temporalmente para sustituir la cubierta de asfalto sobre el acero con hormigón. Todas las salidas y entradas al puente fueron sustituidas también.
Después de completar el segundo tramo, un concurso público se llevó a cabo en 1989 para cambiar el nombre de los puentes, que fue ganado por Jennifer Grodsky de St. Clement of Rome School en Metairie  Luisiana , el 17 de marzo.
Una agencia de la policía por separado, comúnmente llamada "Bridge Police", se encarga de vigilar el alto volumen de tráfico y el hecho de que los dos tramos brevemente crucen la parroquia de Jefferson y la ciudad de Gretna, hace imposible que puedan ser vigilados únicamente por la Policía de Nueva Orleans.
Debido al curso serpenteante del río misisipi a través del área de Nueva Orleáns (el río fluye hacia el norte en el lugar donde lo cruzan los dos puentes ), el tramo en dirección este en realidad lleva al lado oeste del río, mientras que el tramo en dirección oeste lleva al lado este. El Crescent City Connection era el quinto puente de peaje más transitado en los Estados Unidos, con un tráfico anual superior a 63 millones de vehículos (aproximadamente 180.000 al día).

## El huracán Katrina
Como el huracán Katrina se acercaba a la ciudad en agosto de 2005, el cobro de peajes fue detenido el 26 de agosto para ayudar en la velocidad de evacuación del área metropolitana. Dos señales fueron derribadas en el tramo más antiguo, pero no ocurrió ningún otro daño en ninguno de los puentes. Tras el paso de la tormenta, gran parte de la orilla este de Nueva Orleans se inundó severamente. Con todas las otras carreteras principales y secundarias de la ciudad inundadas la CCC fue la única carretera abierta dentro o fuera de la orilla este de la parroquia de Orleans. Dos días después de la tormenta,  la policía de Gretna instaló un control de carretera negando el paso a los evacuados. Una demanda alega que el puente fue cerrado debido al racismo contra los afroamericanos en gran parte de los evacuados, la ciudad dice que no tenían instalaciones ni personal para atender a los evacuados.
En las primeras semanas posteriores a la tormenta, sólo al personal de emergencia y a los contratistas se les permitió utilizar el puente. El puente fue reabierto al tráfico a mediados de septiembre con la disminución de los niveles de agua en el lado este de la parroquia de Orleans, permitió a la Interestatal 10  volver a abrir y a los residentes regresar, pero luego fue cerrada temporalmente al tráfico regular de nuevo cuando otra evacuación fue declarada por el huracán Rita, el puente de nuevo fue reabierto a finales de septiembre. El cobro de peajes se reanudó el 10 de octubre de 2005 después de una suspensión de seis semanas. Las largas filas en los carriles de peaje durante horas no pico se hizo común, debido a la escasez de recolectores y etiquetas electrónicas de peaje, en combinación con un uso intensivo del puente debido a las muchas personas que se quedan con amigos y familiares en el Westbank mientras trabajaban en la limpieza y la reparación de sus viviendas inundadas en el lado este.

## Cine
Los tramos del puente han sido usados recientemente por equipos de producción de cine. Los carriles reversibles se utilizan con frecuencia para la película, ya que no son muy utilizados, y están separados del tráfico normal por las paredes la de barrera. Ambos tramos se cerraron brevemente el 9 de abril de 2006, para permitir la filmación con acrobacias y pirotecnia para Denzel Washington en la película Déjà Vu  lanzada en los EE. UU. el 22 de noviembre de 2006. También sirvió como ancla para el fondo en la mayoría de las escenas al aire libre en la película A Love Song for Bobby Long.